# 金融委員会

金融委員会（きんゆういいんかい、Financial Services Commission）は、健全な信用秩序と公正な金融取引の慣行を確立し、預金者及び投資者などの金融需要者を保護するために設立された、大韓民国国務総理直属の国家行政機関。

## 沿革
- 2008年2月29日 - 旧・金融監督委員会監督政策機能と旧・財政経済部金融政策機能を統合して金融委員会を設置。

## 組織

### 委員会
委員会は委員長・副委員長各1人を含め、9人の委員で構成される。
委員長（長官級）
国務総理の人選で大統領が任命。任期3年。代弁人が補佐。
副委員長（次官級）
委員長の人選で大統領が任命。任期3年。
委員
企画財政部次官・金融監督院院長・預金保険公社社長・韓国銀行副総裁・金融委員会委員長推薦の金融専門家（2人、常任、任期3年）・大韓商工会議所会長推薦の経済界代表（1人、非常任、任期3年）で構成。

### 証券先物委員会
証券先物委員会は委員長を含め5人の委員で構成され、委員長には金融委員会副委員長が兼任する。委員長を除く1人は常任委員（任期3年）とする。

### 事務処
事務処長の下、以下の組織がある。
| - 企画調整官 - 企画財政担当官 - 規制改革法務担当官 - 監査担当官 - 行政人事課 - 金融政策局 - 金融政策課 - 金融市場分析課 - 産業金融課 - グローバル金融課 - 国際協力チーム | - 金融サービス局 - 中小庶民金融政策官 - 銀行課 - 保険課 - 電子金融チーム - 中小金融課 - 庶民金融課 - 金融消費者課 - 資本市場局 - 資本市場課 - 資産運用課 - 公正市場課 |

### 所属機関
- 金融情報分析院
  - 企画行政室
  - 制度運営課
  - 審査分析室
  - 審査分析1課
  - 審査分析2課
  - 審査分析3課